# Campionat de Zúric 1973
L'edició del 1973 fou la 58a del Campionat de Zuric. La cursa es disputà el 6 de maig de 1973, pels voltants de Zúric i amb un recorregut de 254 quilòmetres. El vencedor final fou el belga André Dierickx, que s'imposà per davant de Hennie Kuiper i Lucien De Brauwere.

## Classificació final
|    | Ciclista           | Equip                      | Temps      |
| -- | ------------------ | -------------------------- | ---------- |
| 1  | André Dierickx     | Flandria-Shimano-Carpenter | 6h 47' 20" |
| 2  | Hennie Kuiper      | Rokado                     | m. t.      |
| 3  | Lucien De Brauwere | Flandria-Shimano-Carpenter | m. t.      |
| 4  | Antoine Houbrechts | Rokado                     | m. t.      |
| 5  | Ludo Delcroix      | Flandria-Shimano-Carpenter | + 28"      |
| 6  | Willy De Geest     | Rokado                     | + 5'29"    |
| 7  | Georges Pintens    | Rokado                     | m. t.      |
| 8  | Roger Gilson       | Rokado                     | m. t.      |
| 9  | Hervé Vermeeren    | Hertekamp                  | m. t.      |
| 10 | Wim Schepers       | Rokado                     | m. t.      |